# Auguste Bravais
Auguste Bravais, francoski fizik in mineralog, * 23. avgust 1811, Annonay, Francija, † 30. marec 1863, Le Chesnay, Francija.
Leta 1850 si je zamislil 14 Bravaisovih mrež, ki kažejo osnovno zgradbo gradnikov kristalov:
- triklinska,
- preprosta središčena monoklinska
- ploskovno središčena monoklinska,
- preprosta ortorombična,
- prostorsko središčena ortorombična,
- dve ploskovno središčeni ortorombični,
- preprosta tetragonalna,
- prostorsko središčena tetragonalna,
- romboedrična,
- heksagonalna,
- preprosta kubična,
- prostorsko središčena kubična in
- ploskovno središčena kubična.

Leta 1851 je naredil poskus s koničnima nihaloma. V nasprotnih smereh je spustil dva konična nihala in iz razlike časov njunih vrtenj dokazal, da se Zemlja enkrat zavrti okrog svoje polarne osi za 360° v enem zvezdnem dnevu.